# Abe (Oddworld)
Abe es un personaje ficticio y el protagonista de la serie de videojuegos Oddworld, creada por Oddworld Inhabitants. Abe se introdujo en el juego de 1997 Abe's Oddysee y su personaje ha cambiado y desarrollado a lo largo de los juegos posteriores, Abe's Exoddus y Munch's Oddysee.
Abe, una criatura conocida como Mudokon, inicialmente trabaja como esclavo para la planta procesadora de carne RuptureFarms hasta su eventual escape. Un personaje de videojuego atípico, no lucha ni usa armas, sino que emplea sigilo y una habilidad única para controlar las mentes de sus enemigos.
El personaje fue bien recibido por la crítica. Junto con Spyro the Dragon y Crash Bandicoot, Abe fue una de las mascotas no oficiales de PlayStation y fue un ejemplo del estilo de plataformas más maduro de PlayStation.

## Concepción y desarrollo del personaje.
Abe es el personaje central más desarrollado de la serie Oddworld. Se inspiró en los mineros de diamantes de Sudáfrica, quienes junto con otros pueblos indígenas han sufrido la despiadada cosecha de sus tierras y personas por parte de los especuladores industriales. Evoluciona y se desarrolla a lo largo del primer juego, Abe's Oddysee. Inicialmente es un esclavo junto con sus compañeros Mudokons, pero escapa. La narrativa del juego y su personaje principal se ocupan de cuestiones éticas y morales. Lorne Lanning, el creador de Oddworld, ha declarado que sus "personajes son impulsados de una manera que es disparada por problemas más grandes". Abe fue el primer protagonista que desarrollaron los habitantes de Oddworld. Lanning declaró que Abe lleva el nombre de Abraham del Antiguo Testamento, debido a las similitudes entre Abe tratando de descubrirse a sí mismo y por lo que él cree que fue la dificultad para tratar de determinar la verdadera fuente del descubrimiento del monoteísmo por parte de Abraham:

En la versión hebrea, fue plagado del primer verdadero padre del monoteísmo, el padre del Rey Tut... y las mentiras y distorsiones de la historia nos dejan con un trozo de verdad tan distorsionado que no podemos encontrar el original contexto por más tiempo. Abe, en este caso, fue nombrado como un ser que está tratando de descubrir quién es realmente y qué es lo que realmente debería creer ... Así que sentí que Abe era una figura tan fundamental en la historia religiosa (y representada masivamente uno) fue un lugar perfecto para comenzar para nuestro primer héroe.
Lorne Lanning, Reddit

Originalmente, los desarrolladores del juego imaginaron a Abe y una criatura parecida a una mula llamada "Elum" que comenzaban el juego juntos, viviendo de la tierra y siendo empujados a un entorno industrializado de esclavos de fábrica. Los desarrolladores llegaron a la conclusión de que la historia era más fuerte si Abe venía de una existencia de fábrica y luego revelaba una de autosustento, y como tal el concepto finalmente cambió. En este juego, Abe cuenta su historia en flashback, lo que ayuda al jugador a identificarse con él como protagonista. Las habilidades de Abe incluyen cantar, lo que le permite hacerse cargo de la mente de algunos de sus enemigos. También puede saltar, trepar, correr y escabullirse en las sombras.
La apariencia de Abe, que se asemeja a la de un alienígena gris, incluye ojos grandes y bulbosos, frente grande, un cuerpo delgado y una cabeza calva con un mechón de plumas. Su representación es humorística. A pesar de su apariencia inusual, a diferencia de los personajes de plataforma "típicamente lindos", Abe atrae a una amplia gama de jugadores de videojuegos. Su diseño estaba destinado a parecer pisoteado, pero optimista. A diferencia de otros Mudokons, Abe tiene piel azul o verde púrpura, ojos inyectados en sangre y una alta cola de caballo con plumas. Se le dieron los puntos en los labios porque lloró excesivamente después del nacimiento y fueron una medida para mantenerlo callado, aunque los guarda ahora porque se los dieron a una edad tan temprana antes de que estuviera "lo suficientemente despierto, lo suficientemente consciente como persona para entender realmente por qué los tenía, pero es algo que siente que es parte de él, por lo que no quiere soltarse ". Su piel tiene tres tatuajes místicos que crecen gradualmente sobre su cuerpo: uno en el dorso de cada mano y otro en el pecho. Los espíritus mudokon le han dado invisibilidad por cortos períodos; a veces es capaz de encarnar al dios Mudokon Shrykull, y los Mudokons de fondo lo ayudan con otros poderes.
Abe, como todos los Mudokons, es lento, perezoso y optimista. También carece de imaginación, lógica, inteligencia y confianza. Tiene un poderoso sentido de la moralidad, y generalmente lo conmueven las amenazas de su propio peligro o el conocimiento de los de otro. Su manera de operar es infiltrarse y sabotear los negocios de sus enemigos, en donde consiste la mayor parte del juego. En la historia de fondo, Abe se convierte en el líder del "Partido Mudokon Libre" (también conocido como "Los Mudokons Marchantes"), el levantamiento de los Mudokons contra sus captores, el Cartel de Magog. Generalmente opera solo pero ocasionalmente recibe ayuda de amigos.

## Apariciones

### En videojuegos
Al comienzo de Abe's Oddysee, Abe es un trabajador feliz e ignorante en RuptureFarms, una planta empacadora de carne. Trabajando hasta tarde en RuptureFarms, pasa una valla publicitaria para el próximo producto más reciente y escucha la reunión anual de la junta de la fábrica. Debido a que la vida silvestre se ha agotado, el jefe de Abe, Molluck the Glukkon, ha decidido utilizar los esclavos Mudokon de la fábrica como fuente de carne vendible: "¡Mudokon Pops!" Después de esta epifanía (que recuerda el final de la película Soylent Green), Abe entra en pánico y escapa de su lugar de trabajo. Al final de la secuencia introductoria del juego- una retrospectiva expresada por Abe- Abe corre por su vida. Afuera de la fábrica, Abe cae de un acantilado, y el líder espiritual de los Mudokons, Big Face, le informa que los animales sacrificados y procesados para fabricar 'Tasty Treats', anteriormente fueron considerados sagrados por los Mudokuns, y que Abe debe volver a encender las llamas sagradas. extinguido por los Glukkons, en los templos abandonados que contienen estas especies. Abe hace esto con la ayuda de su corcel 'Elum', y luego Big Face le autoriza a destruir los Glukkons y su tecnología. Hecho esto, Abe se infiltra en RuptureFarms, libera a los esclavos restantes y destruye la junta de ejecutivos; pero es capturado por los guardias de seguridad de Molluck. Si se ha rescatado un número suficiente de Mudokuns en el juego, el Modokuns libre electrocuta a Molluck, y Big Face presenta Abe a una multitud jubilosa; si no, los Modokuns libres abandonan a Abe, y el servidor de Molluck lo deja caer en una máquina trituradora.
Abe's Oddysee fue muy popular, y el juego de bonificación Oddworld: Abe's Exoddus fue lanzado al año siguiente. Abe's Exoddus comienza donde termina Abe's Oddysee. Las habilidades de Abe en este juego fueron similares a sus habilidades en el primer juego, con una capacidad expandida para comunicarse con otros personajes en el mundo usando GameSpeak. En este juego, los Mudokuns fantasmales le informan a Abe que el cementerio 'Necrum' está siendo excavado por Glukkons, usando Mudokons ciegos como esclavos. Por lo tanto, Abe busca una cura para la enfermedad causada por la infusión de SoulStorm creada a partir de los huesos excavados, y luego viaja a SoulStorm Brewery, que destruye. Los Glukkons lo nombran terrorista buscado, pero su propio pueblo lo venera como héroe.
Abe y un nuevo personaje llamado Munch se pueden jugar en Oddworld: Munch's Oddysee. No mucho después de los eventos del Éxodo de Abe, Abe ayuda a Munch (el último remanente vivo de una raza anfibia llamada Gabbits) para salvar los últimos huevos de las especies de Munch de ser comidos por los Glukkons.

### En otros medios
Un cortometraje basado en la historia de Abe's Exoddus fue presentado para consideración de los Premios Óscar después de un corto de cine en Los Ángeles, pero no fue nominado. Abe apareció en un video musical de "Get Freaky", una canción de la banda de baile alemana Music Instructor, y en un video musical de la canción "Use Your Imagination" en 2002. En 2012, Oddworld Inhabitants expresó interés en que Abe fuera parte del elenco de PlayStation All-Stars Battle Royale para PS3, ya sea como parte de la lista principal o como un personaje descargable.

## Recepción
El personaje fue bien recibido. En 1998, fue votado en GameSpot como el décimo mejor héroe de videojuegos por su "encanto burlón y benigno", entre otras cosas. En 2008, ocupó el cuarto lugar en la lista de GameDaily de los diez personajes más feos del juego por su cabello, expresión y piercing en la nariz. En 2009, Abe calificó como uno de los 64 concursantes para la encuesta de GameSpot por el título de All Time Greatest Video Game Hero, pero perdió en la primera ronda de eliminaciones contra Ryu de Street Fighter. En 2011, también fue clasificado como sexto en una lista de diez "muchachos realmente feos" por Complex. GamesRadar+ también lo clasificó como el rudo más improbable en dos artículos, y en el segundo artículo fue llamado "memorable" e "influyente". Citaron su disposición "gentil" e "inteligente" en la segunda.